# Sigurd Hanke
Sigurd Hanke es un deportista de la RDA que compitió en natación, especialista en el estilo combinado. Ganó dos medallas de bronce en el Campeonato Europeo de Natación, en los años 1981 y 1983.

## Palmarés internacional
| Campeonato Europeo | Campeonato Europeo | Campeonato Europeo | Campeonato Europeo |
| Año                | Lugar              | Medalla            | Prueba             |
| ------------------ | ------------------ | ------------------ | ------------------ |
| 1981               | Split (Yugoslavia) | Medalla de bronce  | 4 × 100 m estilos  |
| 1983               | Roma (Italia)      | Medalla de bronce  | 4 × 100 m estilos  |